# Mark Sheppard
Mark Andreas Sheppard, född 30 maj 1964 i London, är en brittisk skådespelare och musiker med irländska och tyska rötter. 
Han är mest känd för sina återkommande roller som demonen Crowley i Supernatural, advokaten Romo Lampkin i Battlestar Galactica, Interpolagenten James Sterling i Leverage och som småfifflaren Badger i Joss Whedons Firefly.

## Filmografi i urval
- 1993 – I faderns namn
- 1997–1998 – På hemligt uppdrag (TV-serie)
- 2002 – Megalodon
- 2002 – Firefly (TV-serie)
- 2007–2009 – Battlestar Galactica (TV-serie)
- 2008–2012 – Leverage (TV-serie)
- 2009–2017 – Supernatural (TV-serie)